# Rhombodera kirbyi
Rhombodera kirbyi – gatunek modliszki z rodziny modliszkowatych, występujący na wyspie Timor.